# Vuurtoren van Vormsi
De Vuurtoren van Vormsi of vuurtoren van Saxby is een vuurtoren bij Saxby op het eiland Vormsi in de provincie Läänemaa in Estland. De vuurtoren kijkt uit over de Golf van Riga richting het eiland Hiiumaa.
De vuurtoren werd gebouwd in 1864 en heeft een hoogte van 24 meter hoog. De toren heeft bovenaan een diameter van 4,6 meter en de lantaarnkamer is 2,35 meter.